# Marnes-la-Coquette
Marnes-la-Coquette je obec ve Francii v regionu Île-de-France v departmentu Hauts-de-Seine. Leží na západním okraji pařížské aglomerace, 3,5 km jihozápadně od města Saint-Cloud, 4 km severovýchodně od Versailles. Obec má nejvyšší příjem domácnosti ve Francii, který ročně činí 81,746 € (dle statistik INSEE z roku 2004) a také nejvyšší francouzský příjem na osobu, který roku 2006 činil 42,537 €.

## Historie

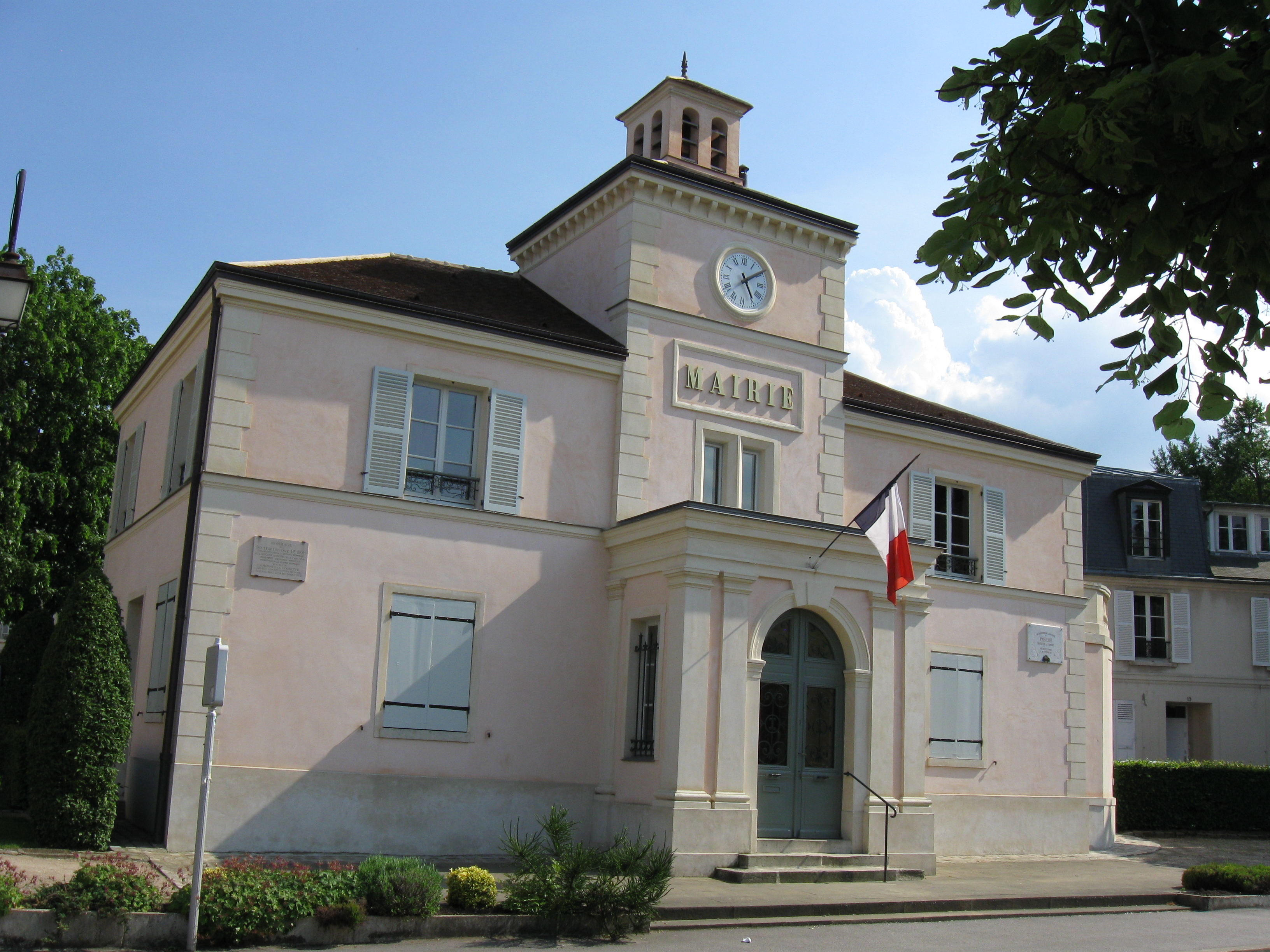
Radnice

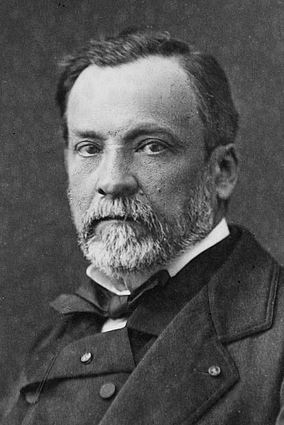
Louis Pasteur, významný vědec, který zde působil a zemřel

Dnešní město vzniklo z vesnice, kterou v místních lesích založil francouzský biskup Eudes de Sully koncem 12. století. Za prvního Francouzského císařství tuto oblast vlastnil maršál Nicolas Jean de Dieu Soult. Roku 1952 oblast koupil Napoleon III. a nechal zde vybudovat areál pro své vojáky. Později zde byla vědci Louisi Pasteurovi věnována rezidence s okolními pozemky, aby na místní zvěři pracoval na vakcíně proti vzteklině. Jeho práce byla završena úspěchem, roku 1885 zde provedl první očkování. Zde pak roku 1895 i zemřel.